# کلودیا کابزاس
کلودیا کابزاس (انگلیسی: Claudia Cabezas؛ زادهٔ ۸ مهٔ ۲۰۰۱) بازیکن فوتبال اهل اسپانیا است.